# 북수마트라주

북수마트라주의 위치

북수마트라주(인도네시아어: Provinsi Sumatera Utara)는 인도네시아의 주 가운데 하나로, 주도는 메단이며 인구는 13,712,660명(2010년 기준), 면적은 70,787km2이다. 수마트라섬 북서부, 인도양과 믈라카 해협 사이에 위치하며 북서쪽으로는 아체주, 남서쪽으로는 리아우주, 남수마트라주와 접한다.
믈라카 해협을 따라 넓은 평야가 발달했으며 수마트라섬에서 인구가 가장 많은 도시이자 북수마트라주의 주도이기도 한 메단은 이 평야 안에 있다. 주의 남쪽과 서쪽은 산지가 발달했으며 산악 지역에는 관광지로 유명한 칼데라 호수인 토바호가 있다. 인도양에 있는 수마트라섬 해안 지역에는 니아스섬, 바투섬과 같은 큰 섬이 있다.

북수마트라주의 기
북수마트라주의 문장

## 인구
| 연도                               | 인구       | ±%     |
| ---------------------------------- | ---------- | ------ |
| 1971                               | 6,621,831  | —      |
| 1980                               | 8,360,894  | +26.3% |
| 1990                               | 10,256,027 | +22.7% |
| 1995                               | 11,114,667 | +8.4%  |
| 2000                               | 11,649,655 | +4.8%  |
| 2010                               | 12,982,204 | +11.4% |
| 2015                               | 13,923,262 | +7.2%  |
| 2020                               | 14,799,361 | +6.3%  |
| Source: Badan Pusat Statistik 2021 |            |        |